# Fernando de Sousa
Fernando Marcos Barbosa Rodrigues de Sousa ComIH (16 de Fevereiro de 1949 – Milão, 9 de Outubro de 2014) foi um jornalista português.

## Biografia
Jornalista especializado em assuntos europeus, passou pela RDP, BBC, Diário de Notícias e SIC. Foi correspondente em Londres, na Alemanha e em Bruxelas, correspondente da SIC e o mais antigo correspondente português em Bruxelas, onde abriu a primeira delegação de um órgão de comunicação social português na capital belga, o Diário de Notícias e, também, o português que mais cimeiras acompanhou. Foi co-apresentador de Europa XXI e Os Europeus, transmitidos na SIC Notícias.
A 30 de Janeiro de 2006 foi feito Comendador da Ordem do Infante D. Henrique.
Fernando de Sousa disse um dia que gostava de morrer em missão. Morreu de madrugada, em Milão, Itália, a trabalhar numa cimeira sobre o emprego. Foi cremado no Cemitério do Alto de São João, em Lisboa, a 19 de Outubro de 2014.